# Stereophyllum
Stereophyllum là một chi rêu trong họ Stereophyllaceae.